# Gallina pairal
La gallina pairal és una raça de gallina nana autòctona de Catalunya. Antigament, estava molt present a la major part de les cases de pagès del Maresme, del Vallès i de la part nord del Barcelonès. Al Maresme Nord, a aquestes gallines se les anomenava popularment peleies, però també se les coneixia amb noms com ara periquites, periques, quiques o quiquines, entre d'altres.

## Història
Tradicionalment, en el món rural, entre la pagesia catalana, s'havia parlat de l'existència d'una gallina silvestre de mida petita, situada majoritàriament a la zona de la Serralada Litoral. Existeixen fotografies de principis del segle xx on apareix aquesta gallina, com també la figura d'un gall dissecat com a ofrena funerària en una casa pairal del Maresme.
Aquesta gallina rústica, de gran aptitud materna, fou utilitzada des d'antany per a incubar ous propis i d'altres espècies. Curiosament, al Maresme, alguns floricultors l'aprofitaren entre els decennis del 1960 i del 1980, com a mètode de control natural de les males herbes als hivernacles on cultivaven plantes ornamentals com les rosàcies.
Amb els canvis urbanístics i el declivi agrícola d'aquestes comarques amb el tombant de segle, la pèrdua progressiva d'aquesta raça avícola esperonà que, el 2012, Jaume Berenguer i Boix n'iniciés el procés de recuperació. Aquesta tasca es consolidà l'any 2013 amb la creació de l'associació dels Amics de la Gallina Pairal, que vetlla per a la seva preservació, documentació i divulgació.

## Característiques generals
- Au petita de tipus mediterrani de forma arrodonida, tronc inclinat i de temperament eixerit.[3]
- Destaca per la seva gran aptitud materna.
- Ous de color blanc amb un pes al voltant dels 40 g.
- El pes està al voltant dels 1000 g en el mascle i en uns 800 g en la femella.
- Amb orelletes blanques i tarsos grocs.
- Majoritàriament de cresta senzilla o dentada amb “clavell”.
- Respecte a les seves varietats de color, les més comunes són l'Aperdiuada i la Blat. També són presents la Blanca, Roja, Negra i Rossa, aquesta última anomenada també “grata-pallers” i que manté la diferència, respecta les altres varietats, de tenir la cresta rissada o “en rosa”. La seva associació -AGP- conserva i millora tant el seu patró morfològic com les seves varietats de color existents.